# Wapen van Kijfhoek

Wapen van Kijfhoek

Het wapen van Kijfhoek werd op 24 december 1817 door de Hoge Raad van Adel aan de gemeente Kijfhoek in gebruik bevestigd. Op 19 augustus 1857 werd Heer Oudelands Ambacht onderdeel van de gemeente Groote Lindt. Het wapen van Kijfhoek is daardoor komen te vervallen. In het wapen van Groote Lindt zijn geen elementen overgenomen uit het wapen van Kijfhoek. Sinds 6 september 1881 maakt Groote Lindt deel uit van de gemeente Zwijndrecht.

## Blazoenering
De blazoenering van het wapen luidde als volgt:
Van zilver beladen met 2 gebetresceerde en contragebetresceerde fasces van sabel.
De heraldische kleuren zijn zilver (wit) en sabel (zwart).

## Geschiedenis
Hendrik van Brederode wilde in 1331 de Zwijndrechtse Waard inpolderen en deed daartoe een oproep om de financiering daarvan rond te krijgen. Ieder die minimaal 1/16 aandeel van de kosten van de nieuwe waard voor zijn rekening zou nemen, zou de titel Ambachtsheer van een gedeelte van de waard krijgen. De acht personen die daarop reageerden waren: Heer Schobbeland van Zevenbergen, die het gebied rond het huidige Zwijndrecht verkreeg; N van de Lindt, naar wie de Groote en Kleine Lindt zijn genoemd; Heer Oudeland, naar wie Heer Oudelands Ambacht is genoemd; Jan van Roozendaal, die Heerjansdam verkreeg; Daniel en Arnold van Kijfhoek; Claes van Meerdervoort; Adriaan van Sandelingen, die Sandelingen-Ambacht verkreeg en ten slotte Zeger van Kijfhoek, wiens zoon Hendrik Ido ambachtsheer werd.
Het wapen is dus afgeleid van het wapen van de familie Van Kijfhoek en uiteindelijk van de familie Van Arkel, waarvan de Van Kijfhoeks een zijtak waren. In 1472 ging de heerlijkheid over op de familie Van Assendelft en daarna op meerdere andere families.

## Verwant wapen

Het wapen van de familie van Arkel

Ter Aar
· Aarlanderveen
· Abbenbroek
· Abtsregt
· Alkemade
· Alphen
· Ameide
· Ammerstol
· Arkel
· Asperen
· Benthuizen
· Bergambacht
· Bergschenhoek
· Berkel en Rodenrijs
· Berkenwoude
· Bernisse
· Biert
· Binnenmaas
· Bleiswijk
· Bleskensgraaf
· Bleskensgraaf en Hofwegen
· Bodegraven
· Boskoop
· Brandwijk
· Brielle
· Broek, Thuil en 't Weegje
· Charlois
· Cillaarshoek
· Cromstrijen
· De Lier
· De Mijl
· Delfshaven
· Den Bommel
· Dirksland
· Driebruggen
· Dubbeldam
· Everdingen
· Geervliet
· Giessen-Nieuwkerk
· Giessenburg
· Giessendam
· Giessenlanden
· Goedereede
· Gouderak
· Goudriaan
· Goudswaard
· Graafstroom
· 's-Gravendeel
· 's-Gravenzande
· Groot-Ammers
· Groote Lindt
· Haastrecht
· Hagestein
· Hardinxveld
· Hazerswoude
· Heenvliet
· Heer Oudelands Ambacht
· Heerjansdam
· Hei- en Boeicop
· Heinenoord
· Hekelingen
· Hekendorp
· Herkingen
· Hillegersberg
· Hellevoetsluis
· Hodenpijl
· Hoek van Holland
· Hof van Delft
· Hoogblokland
· Hoornaar
· IJsselmonde
· Jacobswoude
· Kamerik
· Katendrecht
· Kedichem
· Kethel en Spaland
· Kijfhoek
· Klaaswaal
· Kleine Lindt
· Korendijk
· Koudekerk aan den Rijn
· Kralingen
· Krimpen aan de Lek
· Lange Ruige Weide
· Langerak
· Leerbroek
· Leerdam
· Leidschendam
· Leimuiden
· Lekkerkerk
· Lexmond
· Liemeer
· Loosduinen
· Liesveld
· Maasdam
· Maasland
· Meerkerk
· Melissant
· Middelharnis
· Mijnsheerenland
· Moerkapelle
· Molenaarsgraaf
· Molenwaard
· Monster
· Moordrecht
· Naaldwijk
· Nederlek
· Niemandsvriend
· Nieuw-Beijerland
· Nieuw-Helvoet
· Nieuw-Lekkerland
· Nieuwe-Tonge
· Nieuwenhoorn
· Nieuwerkerk aan den IJssel
· Nieuwland
· Nieuwpoort
· Nieuwveen
· Noordeloos
· Noordwijkerhout
· Nootdorp
· Numansdorp
· Onwaard
· Ooltgensplaat
· Oostflakkee
· Oostvoorne
· Ottoland
· Oud-Alblas
· Oud-Beijerland
· Ouddorp
· Oude-Tonge
· Oudenhoorn
· Ouderkerk
· Ouderkerk aan den IJssel
· Oudewater
· Oudshoorn
· Overschie
· Papekop
· Pernis
· Peursum
· Piershil
· Pijnacker
· Poortugaal
· Puttershoek
· Reeuwijk
· Rhoon
· Rijnsaterwoude
· Rijnsburg
· Rijnwoude
· Rijsoord
· Rockanje
· Roxenisse
· Rozenburg
· Sandelingen-Ambacht
· Sassenheim
· Schelluinen
· Schiebroek
· Schipluiden
· Schoonhoven
· Schoonrewoerd
· Schuddebeurs en Simonshaven
· Sint Anthoniepolder
· Sint Maartensregt
· Sluipwijk
· Sommelsdijk
· Spijkenisse
· Stad aan 't Haringvliet
· Stellendam
· Stolwijk
· Stompwijk
· Stormpolder
· Streefkerk
· Strevelshoek
· Strijen
· Ter Aar
· Tienhoven
· Valkenburg
· Veur
· Vianen
· Vierpolders
· Vlaardingerambacht
· Vliet
· Vlist
· Voorburg
· Voorhout
· Vrijenban
· Waarder
· Warmond
· Wateringen
· Westmaas
· Westvoorne
· Wieldrecht
· Wijngaarden
· Woerden
· Woubrugge
· 't Woudt
· Zederik
· Zegwaart
· Zevenhoven
· Zevenhuizen
· Zevenhuizen-Moerkapelle
· Zouteveen
· Zuid-Beijerland
· Zuidbroek
· Zuidland
· Zwammerdam
· Zwartewaal

Heerlijkheidswapens:
ter Aa
· Albrandswaard
· Biesland
· Cromstrijen
· Duivenvoorde
· 's-Gravenambacht
· Hoog- en Wout-Harnas
· Langerak bezuiden de Lek
· Lek en Stormpolder
· Nederslingeland
· West-Nieuwland
· Oosterwijk
· Spieringshoek
· Vliet
· Voshol
· Vrijenban
· Vrijenhoeve
· Wieldrecht